# Walter Jakobsson

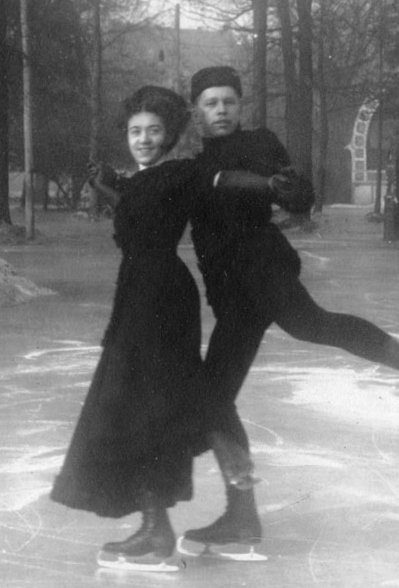
Ludowika und Walter Jakobsson

Walter Andreas Jakobsson (* 6. Februar 1882 in Helsinki; † 10. Juni 1957 in Winterthur) war ein finnischer Eiskunstläufer, der im Paarlauf startete.

## Leben und Karriere
Im Jahr 1907 traf der Finnlandschwede Jakobsson, der Ingenieurwesen in Berlin studierte, auf seine Eislaufpartnerin Ludowika Eilers. 1911 heiratete er sie. Die Medaillen, die das Paar bei den Weltmeisterschaften 1910 und 1911 gewann, werden von der ISU bei Nationenwertungen noch immer zur Hälfte für Deutschland und zur anderen Hälfte für Finnland gewertet.
Das Paar wurde Weltmeister 1911, 1914 und 1923 und Vize-Weltmeister 1910, 1912, 1913 und 1922. Bei den Olympischen Spielen 1920 in Antwerpen gewannen sie die Goldmedaille. Bei den Olympischen Spielen 1924 in Chamonix holten sie olympisches Silber hinter Helene Engelmann und Alfred Berger. Ein letztes Mal nahm das Paar 1928 an Olympischen Spielen teil, es reichte aber nicht mehr zu einer Medaille, sie wurden Fünfte.
Walter und Ludowika Jakobsson zogen 1916 von Berlin in die finnische Hauptstadt Helsingfors (finnisch Helsinki), weil Walter als technischer Direktor bei Kone, einem Hersteller von Aufzügen in der nahegelegenen Stadt Esbo (Espoo), angestellt wurde.
Jakobsson betätigte sich auch als Amateurfotograf und war Mitglied im „Fotografieamatörklubb in Helsingfors“ (schwedisch Fotografiamatörklubben i Helsingfors). Er fotografierte mit Vorliebe dunkle Stadtansichten mit speziellen Lichteffekten.

## Ergebnisse

### Paarlauf
(mit Ludowika Jakobsson)
| Wettbewerb / Jahr         | 1910 | 1911 | 1912 | 1913 | 1914 | 1920 | 1921 | 1922 | 1923 | 1924 | 1928 |
| ------------------------- | ---- | ---- | ---- | ---- | ---- | ---- | ---- | ---- | ---- | ---- | ---- |
| Olympische Spiele         |      |      |      |      |      | 1.   |      |      |      | 2.   | 5.   |
| Weltmeisterschaften       | 2.   | 1.   | 2.   | 2.   | 1.   |      |      | 2.   | 1.   |      |      |
| Finnische Meisterschaften |      | 1.   |      |      |      |      | 1.   |      |      |      |      |